# Dorfkirche Roddahn

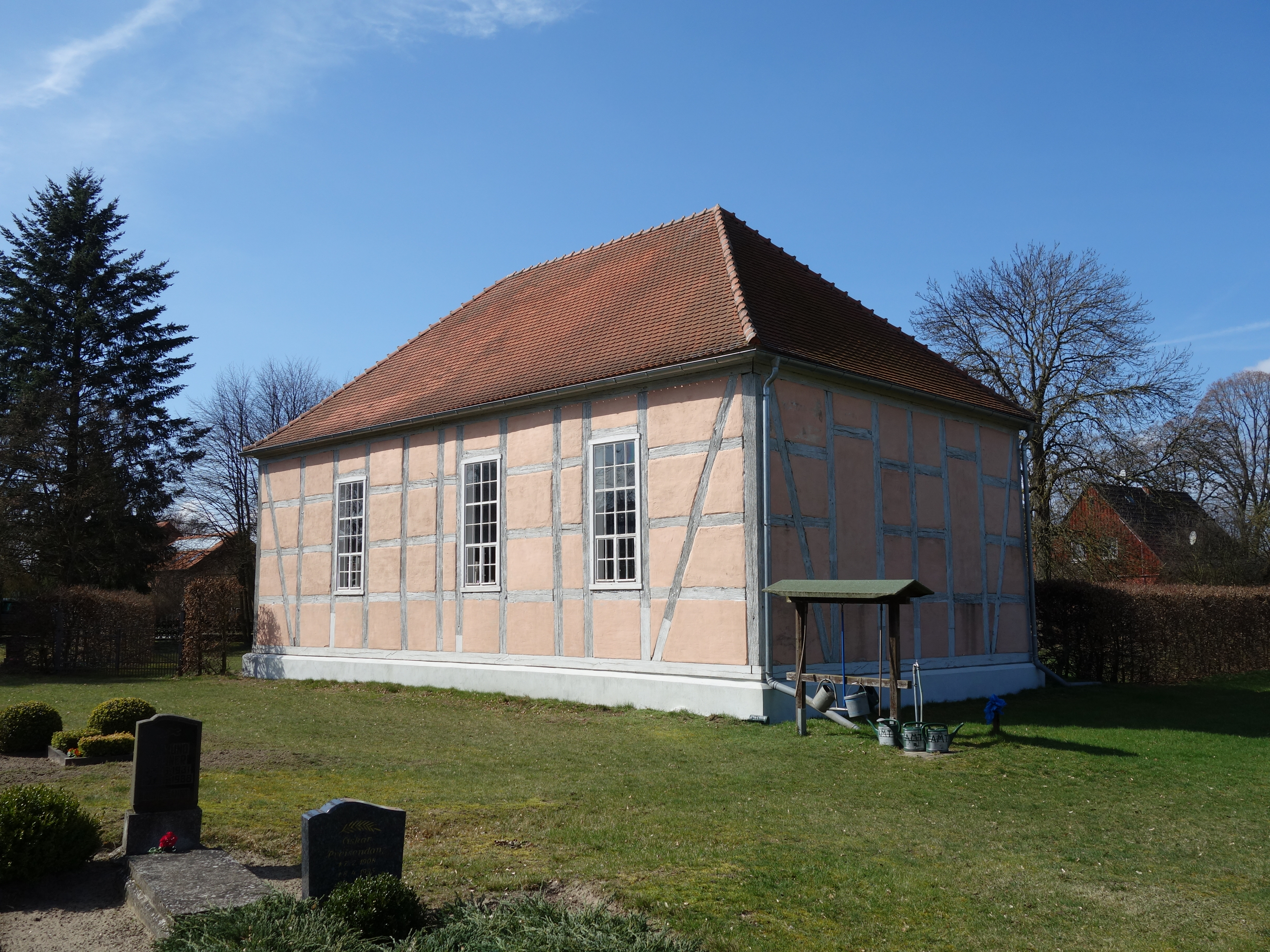
Dorfkirche Roddahn

Die evangelische Dorfkirche Roddahn ist eine Saalkirche in Roddahn, einem Ortsteil der Stadt Neustadt (Dosse) im brandenburgischen Landkreis Ostprignitz-Ruppin. Die Kirchengemeinde gehört dem Pfarrsprengel Zernitz im Kirchenkreis Prignitz der Evangelischen Kirche Berlin-Brandenburg-schlesische Oberlausitz an. Das Gebäude steht unter Denkmalschutz.

## Baubeschreibung
Die Kirche steht im Ortskern von Roddahn, östlich der Roddahner Dorfstraße. Es handelt sich um eine rechteckige, turmlose Fachwerkkirche mit einem Walmdach. Sie wurde im Jahr 1798 errichtet. Seit 1864 wird die Flachdecke von Holzsäulen getragen, die innen vor den Wänden stehen. In den 1960er Jahren wurde unter der Westempore eine Winterkirche eingebaut. Zwischen 2002 und 2004 wurde das Gebäude saniert.